# Prosotas gracilis
Prosotas gracilis är en fjärilsart som beskrevs av Johannes Karl Max Röber 1886. Prosotas gracilis ingår i släktet Prosotas och familjen juvelvingar. Inga underarter finns listade i Catalogue of Life.

## Bildgalleri

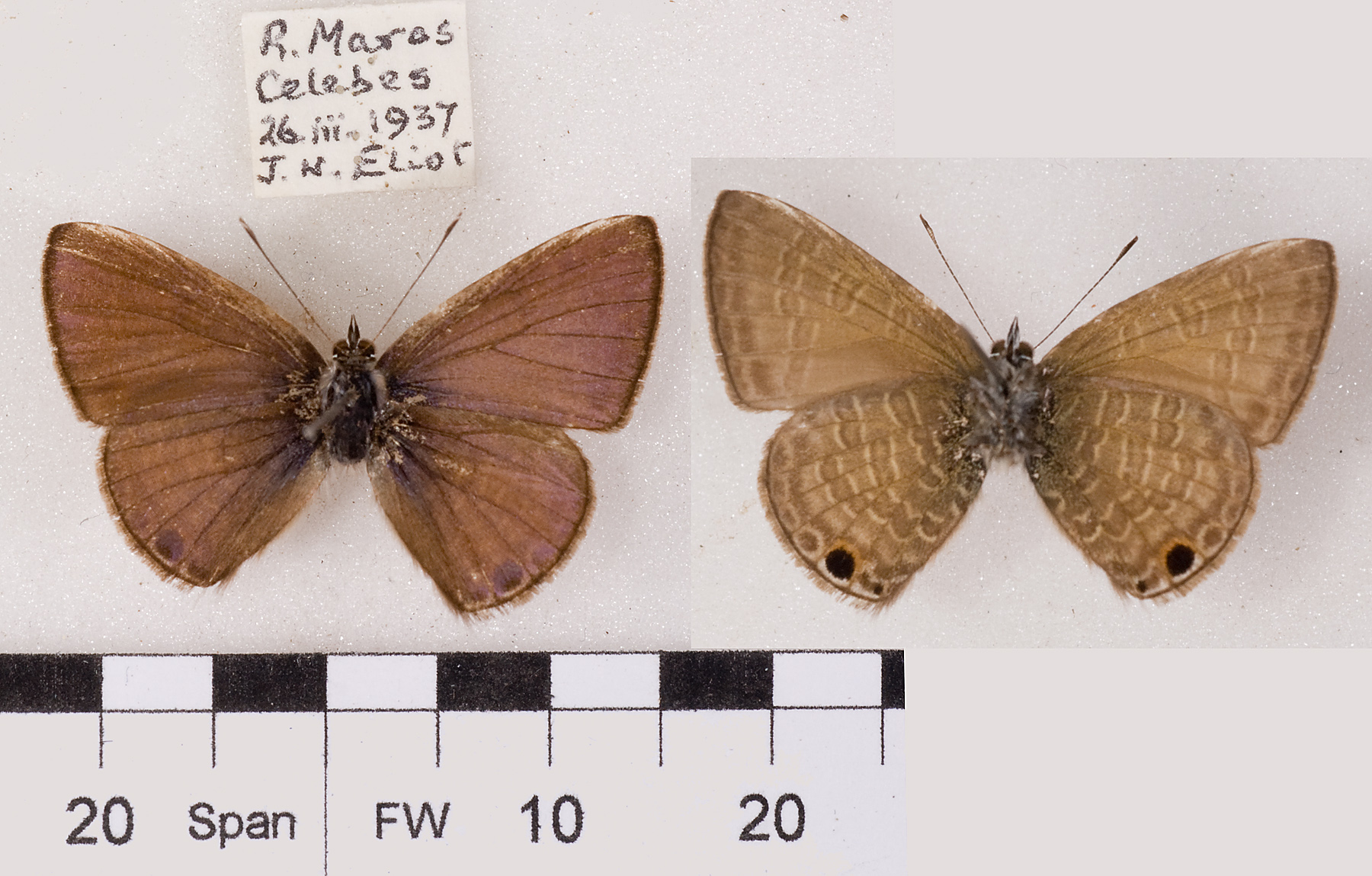